# ژیووتیتسه و نووهو ییتشینا
ژیووتیتسه و نووهو ییتشینا (به لاتین: Životice u Nového Jičína) یک منطقهٔ مسکونی در جمهوری چک است که در شهرستان نووی ییچین واقع شده‌است. ژیووتیتسه و نووهو ییتشینا ۹٫۰۹ کیلومتر مربع مساحت و ۶۱۱ نفر جمعیت دارد و ۳۲۵ متر بالاتر از سطح دریا واقع شده‌است.